# Уртуйський
Урту́йський (рос. Уртуйский) — селище у складі Олов'яннинського району Забайкальського краю, Росія. Адміністративний центр Уртуйського сільського поселення.

## Населення
Населення — 552 особи (2010; 660 у 2002).
Національний склад (станом на 2002 рік):
- росіяни — 71 %
- буряти — 26 %